# Nicol Smith (écrivain)
Nicol Smith est un écrivain originaire des États-Unis qui a écrit sur ses voyages dans les années 1930 et 1940. Ses œuvres comprennent Burma Road: The Story of the World's Most Romantic Highway Black Martinique...Red Guiana, Black Martinique...Red Guiana, Into Siam: Underground Kingdom et Golden Doorway to Tibet.

## Biographie
Lorsque Nicol Smith avait 29 ans, il décida de tenter de conduire sur la route de Birmanie, mais le gouvernement chinois l'interdit car il considérait la route comme leur secret militaire privé He also chose to attempt this feat during the wet season when roads were nearly impassable. Il choisit également de tenter cet exploit pendant la saison des pluies, lorsque les routes étaient presque impraticables. Néanmoins, il réussit. Son livre, Burma Road: The Story of the World's Most Romantic Highway, raconte ses voyages depuis la Birmanie britannique à travers les montagnes sauvages du Yunnan en 1939. Plus tard, pendant la Seconde Guerre mondiale, Nicol était membre du détachement 101 de l'OSS. Cette unité de citation présidentielle était chargée d'ouvrir la route de Birmanie sous occupation japonaise, permettant ainsi l'accès à la Chine.
Au printemps 1941, Nicol Smith se rendit en Martinique et en Guyane française. Il fut le seul écrivain américain autorisé à visiter ces colonies en 1941. Le 5 avril 1942, le New York Times publia un court article sur le sujet du livre de Smith, Black Martinique...Red Guiana,.
En 1995, Sharon E. Karr a écrit une biographie de la vie de Nicol Smith intitulée Traveler of the Crossroads; The Life of Adventurer Nicol Smith.

## Œuvres
- Burma Road: The Story of the World's Most Romantic Highway, 1940.
- Black Martinique...Red Guiana, 1942.
- Into Siam: Underground Kingdom, 1946.
- Golden Doorway to Tibet, 1949.